# Jerzy Jurecki
Jerzy Jurecki, właściwie Józef Jerzy Jurecki (ur. 18 września 1958 w Krakowie) – polski dziennikarz, publicysta, działacz opozycji antykomunistycznej w okresie PRL, twórca i wydawca Tygodnika Podhalańskiego.
W 2012 roku otrzymał tytuł „Dziennikarza Roku”.

## Życiorys
Ukończył studia na Akademii Górniczo-Hutniczej (AGH) jako inżynier.
Do 1985 był w czasie studiów członkiem redakcji podziemnego czasopisma „Kurier Studencki”, wydawanego w Krakowie przez studentów AGH związanych z nielegalnym Niezależnym Zrzeszeniem Studentów. Później był – z Wojciechem Mrozem – współzałożycielem podziemnego „Biuletynu Podhalańskiego” – czasopisma członków i sympatyków NSZZ „Solidarność”, wydawanego w Zakopanem. Od stycznia 1986 do września 1989 był w składzie jego redakcji – zajmował się organizacją i sprawami poligraficzno-technicznymi.
Jesienią 1989 założył „Tygodnik Podhalański” – tygodnik lokalny, ukazujący się na terenie Podhala, Orawy, Spisza i Pienin, który wydaje do chwili obecnej (2012) – jest prezesem zarządu i większościowym udziałowcem Zakopiańskiego Towarzystwa Gospodarczego, wydawcy tygodnika.
Często występuje w różnych mediach. Był gościem specjalnym programu Co z tą Polską? pt. „Co z lustracją księży i nie tylko?” (1 czerwca 2006). Temat był związany z procesem o ochronę dóbr osobistych, wytoczonym Jureckiemu przez ks. Mirosława Drozdka za opublikowanie w „Tygodniku Podhalańskim” (luty 2006) artykułu sugerującego, że ksiądz mógł być w latach 80. tajnym współpracownikiem SB.

## Życie prywatne
Syn Zbigniewa i Renaty. Ma dwóch synów Andrzeja i Bartka, który uzyskał tytuł zawodowy magistra fotografii w Łódzkiej Szkole Filmowej i jest fotografem w „Tygodniku Podhalańskim”.

## Odznaczenie i nagrody
- 2012 – Krzyż Wolności i Solidarności[2]
- 2004 – Nagroda im. Dariusza Fikusa (VII edycja) – przyznana w kategorii „twórca mediów” za stworzenie i utrzymanie na rynku największego regionalnego pisma „Tygodnik Podhalański”),
- 2010 – Nagroda im. Kazimierza Dziewanowskiego (nagroda Stowarzyszenia Dziennikarzy Polskich przyznawana za publikacje o problemach i wydarzeniach międzynarodowych), przyznana za cykl trzech reportaży z Haiti (opublikowanych w „Tygodniku Podhalańskim”): Piekielny raj, Z piekła do raju; Nie zapominajcie o Haiti – reportaży „…opartych na klasycznej zasadzie «zobaczyłem – opisałem», za niezwykłą wartość informacyjną, opisanie nieznanych faktów i okoliczności”,
- 2012 – nominacja do Nagrody im. Andrzeja Woyciechowskiego[8],
- 2012 – nagroda MediaTory (nominacja w kategorii „Inicjator”) „…za stworzenie lokalnego medium, które bez kompleksów może mierzyć się z największymi gigantami medialnymi w Polsce. Za pokazywanie, że materiały przygotowywane przez regionalną redakcję mogą szturmem zdobyć pierwsze strony ogólnopolskich gazet i zyskać pozaregionalny wydźwięk. Za niestandardowe metody docierania do informacji i za eksperymenty dziennikarskie – takie jak chociażby ostatnie śledztwo w stroju bohatera «Gwiezdnych Wojen». Za uprawianie zawodu w sposób, który może pozytywnie zaskoczyć, ale jednocześnie reprezentuje najlepsze tradycje tego fachu – dziennikarstwa bliskiego ludziom z najbliższej ulicy”,
- 2012 – Grand Press – Dziennikarz Roku 2012[3].